# Into the Jaws of Death

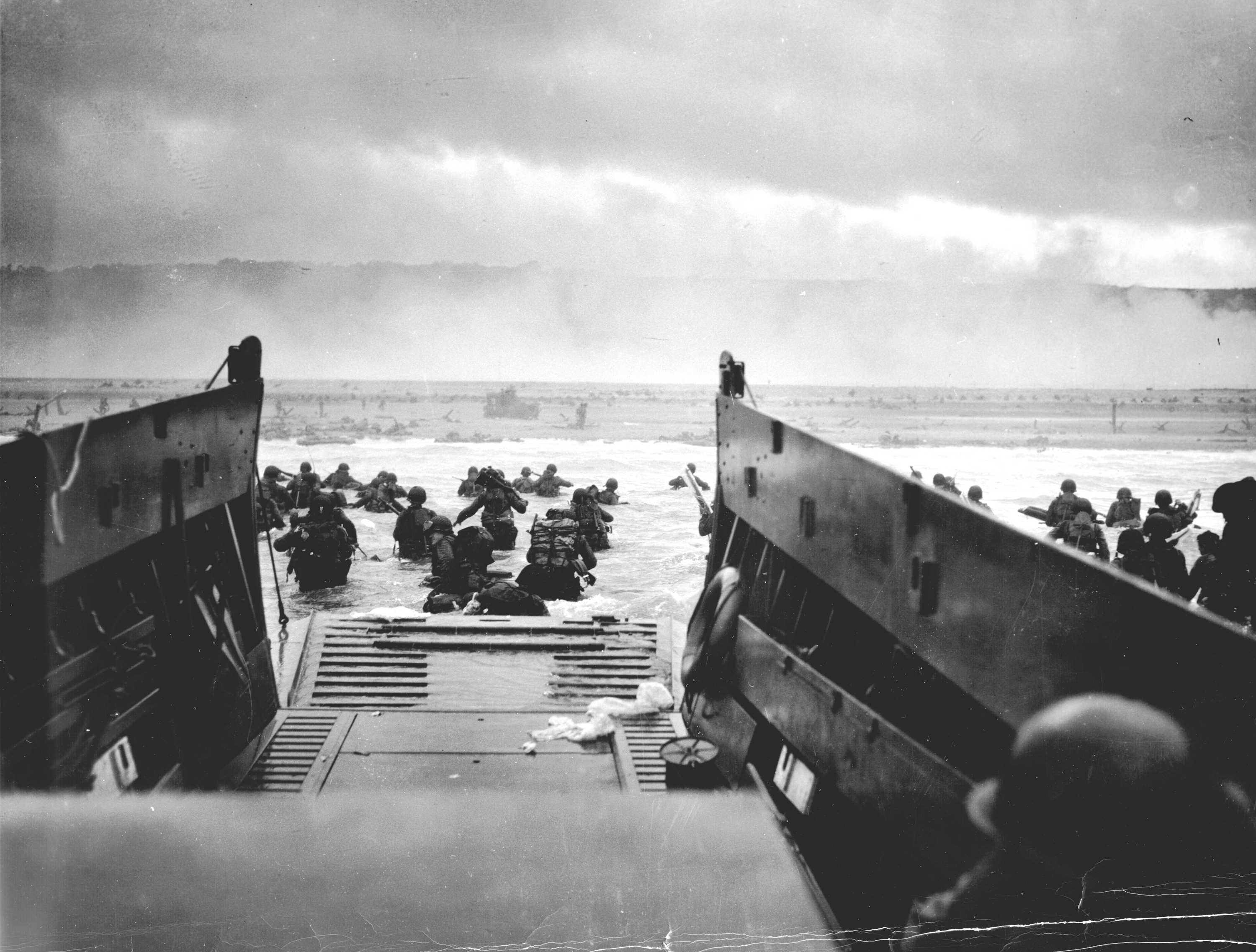
Taxis to Hell–and Back–Into the Jaws of Death, av Robert F. Sargent / United States Coast Guard.
originaltext: "Amerikanska invasionstrupper hoppar av rampen från en av kustbevakningens landsstigningsbåtar för att vada de sista farliga metrarna till Normandies stränder. Fiendeeld kommer meja ner några av dem. Deras 'taxi' kommer själv ta sig loss från sanden och kommer i full fart åka tillbaka mot kustbevakningsbemannade fartyg för fler passagerare."

Taxis to Hell–and Back–Into the Jaws of Death är ett historiskt fotografi taget den 6 juni 1944 av Robert F. Sargent. Det beskriver USA:s armés 1:a infanteridivisions soldater göra avsittning från en LCVP landstigningsbåt från kustbevakningens bemannade USS Samuel Chase i Operation Neptune på Omaha Beach under D-dagen i andra världskriget.
Frasen "into the jaws of Death" i fotografiets titel kommer från refrängen i Alfred Tennysons dikt "Lätta brigadens anfall".
Den symboliska bilden framkallades i Hollywood-filmen Rädda menige Ryan (1998) och finns också på framsidan av Stanley Lombardos engelska översättning av Iliaden från 1997 som en symbol för krigets allmängiltighet.